# 蒲风
蒲风（1911年—1942年），原名黄日华，又名黄飘霞，笔名黄风、蒲风等，男，广东梅县人，中国诗人，中国诗歌会发起人之一。